# Église de Bonfim
 (janvier 2023).
L'Igreja Matriz do Bonfim est située dans la paroisse de Bonfim, dans la ville de Porto, au Portugal.

## Histoire
L'histoire de l'Igreja Matriz do Bonfim remonte à l'existence d'une chapelle à l'endroit où se dresse aujourd'hui l'église, connue depuis 1786. L'église actuelle a été construite en raison de l'inaptitude grandissante de la chapelle, dans une paroisse annexée à la ville et qui ressentait de plus en plus l'accélération de la modernité et de l'industrialisation. La population augmenta et il fallut construire une nouvelle église. L'église actuelle est née de ce besoin et a été construite entre 1874 et 1894, après avoir été consacrée à Santa Clara et Senhor do Bonfim.

## Façade et intérieur
L'apparente simplicité architecturale de cette église est due à son style néoclassique, en vogue à l'époque. La façade, aux lignes classiques, présente deux registres, surmontés d'un fronton triangulaire, dont le tympan présente un agneau en haut-relief, symbole de Jésus-Christ innocemment immolé. Le fronton est surmonté d'une figure représentant la Foi.
La façade est flanquée de deux clochers hauts de quarante-deux mètres.
A l'intérieur, la nef est couverte d'une voûte en berceau ornée de stucs. Le maître-autel néoclassique présente un panneau représentant le Calvaire, peint par Júlio Costa. L'orgue à tuyaux provenait de l'église du monastère bénédictin de l'Avé Maria, car il devait être démoli pour la construction de la gare de Sao Bento.